# Kleiner Mäuseschwanz
Der Kleine Mäuseschwanz (Myosurus minimus), auch als (Kleines) Mäuseschwänzchen oder Zwergmäuseschwanz bezeichnet, ist eine Pflanzenart innerhalb der Familie der Hahnenfußgewächse (Ranunculaceae). Sie ist auf der Nordhalbkugel weitverbreitet.

## Beschreibung

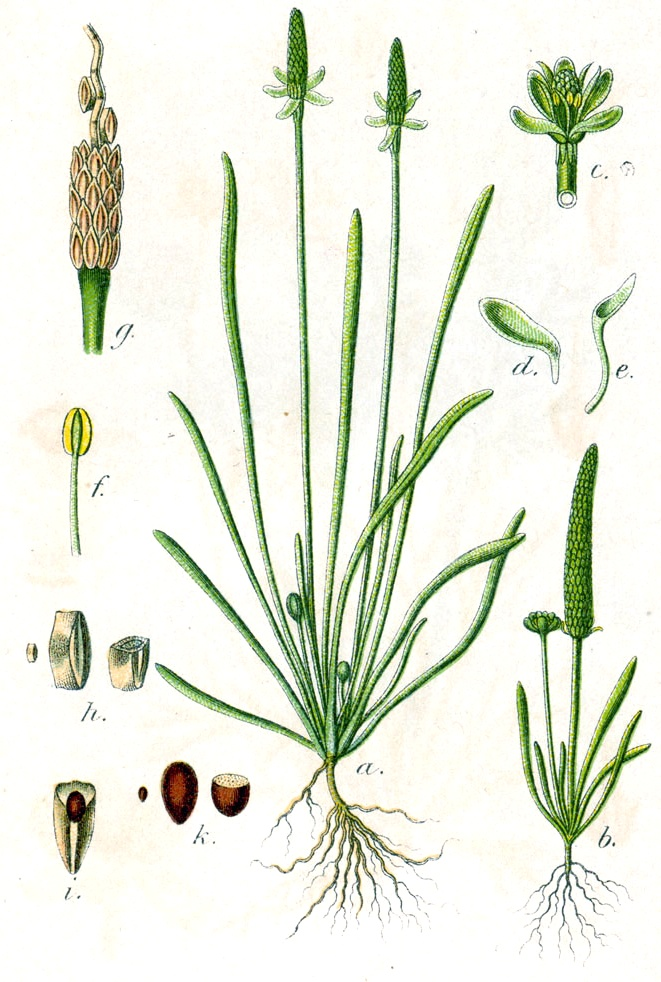
Illustration

### Vegetative Merkmale
Der Kleine Mäuseschwanz wächst als einjährige krautige Pflanze und erreicht Wuchshöhen von etwa 5 bis 12 Zentimeter. Alle Pflanzenteile sind gänzlich kahl. Alle Laubblätter stehen in grundständigen Rosetten zusammen. Die grasartigen Blattspreiten sind bis 6 Zentimeter lang und kaum über 2 Millimeter breit, schmal linealisch und mit stumpfer Spitze und glattem Blattrand.

### Generative Merkmale
Je Exemplar werden ein oder meist mehrere aufrechte Blütenschäfte gebildet, die länger als die Laubblätter sind und die in einer einzelnen endständigen Blüte enden. Die zwittrigen Blüten sind radiärsymmetrisch. Der kahle Blütenboden oder Blütenachse ist zylindrisch geformt und wächst nach der Anthese auf etwa das sechsfache zur bis zu 6 Zentimeter langen Fruchtachse weiter. Die fünf hellgrünen Kelchblätter sind 3 bis 4 Millimeter lang und oval. Am Grund besitzen sie einen etwa 2 Millimeter langen, dem Blütenstiel anliegenden Sporn. Die fünf gelblich-grünen Honigblätter sind etwa so lang wie die Kelchblätter und fadenförmig mit zungenförmig verbreiterter Spitze. Es sind fünf bis zehn gelbe Staubblätter vorhanden. Die über 50 Fruchtblätter sind schraubig angeordnet.
Die einsamigen Früchte sind etwa 1 Millimeter lange und nur 0,06 mg schwere Nüsschen.
Die Chromosomenzahl beträgt 2n = 16.

## Ökologie und Phänologie
Der Kleine Mäuseschwanz wächst als Therophyt in Herden. Die Laubblätter werden meist ab März gebildet.
Die Blütezeit liegt vorwiegend im Mai und Juni. Blütenökologisch handelt es sich um homogame „Nektar führende Scheibenblumen“. Bestäuber sind winzige Zweiflügler, Käfer und Schlupfwespen. Auch spontane Selbstbestäubung ist möglich, wenn während der Streckung der Blütenachse die Narben an den Staubbeuteln vorbeistreifen.
Es handelt sich um einen Windstreuer; daneben unterliegen die Früchte der Schwerkraftausbreitung, der Haftausbreitung mit Erde und der Ausbreitung als Regenschwemmlinge. Neuerdings werden die Früchte auch verschiedentlich durch Weidevieh ausgebreitet. Die Samen sind langlebig. Fruchtreife ist von Mai bis Oktober.

## Vorkommen und Gefährdung
Myosurus minimus kommt von Skandinavien bis ins südliche Europa und Nordafrika vor. Ferner ist er in Vorderasien und dem östlichen Nordamerika zu finden. Er ist ein eurasisch-submediterranes Florenelement. In Mitteleuropa ist er nur gebietsweise verbreitet.
In Österreich ist der Kleine Mäuseschwanz selten und gebietsweise stark gefährdet, während er in der Schweiz möglicherweise inzwischen ausgestorben ist. Der Kleine Mäuseschwanz ist in Nord- und Ostdeutschland zerstreut bis ziemlich verbreitet zu finden. Nach Westen und Süden wird er zunehmend seltener und fehlt vielerorts ganz.
Der Kleine Mäuseschwanz ist auf Pionier- und Zwergbinsengesellschaften auf feuchten bis wechselnassen (periodisch überschwemmten), mäßig nährstoff- und basenreichen, manchmal schlammigen Sand- und Lehmböden konzentriert. Solche Standorte finden sich beispielsweise auf Viehweiden an Tritt- und Tränkestellen, auf Äckern und in Fahrspuren unbefestigter Feldwege, gelegentlich auch am Ufer von Gewässern.
Er ist in Mitteleuropa zusammen mit dem Sardischen Hahnenfuß (Ranunculus sardous) eine Charakterart des Myosuro-Ranunculetum sardoi aus dem Verband Agropyro-Rumicion.
Die ökologischen Zeigerwerte nach Landolt et al. 2010 sind in der Schweiz: Feuchtezahl F = 4w+ (sehr feucht aber stark wechselnd), Lichtzahl L = 4 (hell), Reaktionszahl R = 2 (sauer), Temperaturzahl T = 4+ (warm-kollin), Nährstoffzahl N = 4 (nährstoffreich), Kontinentalitätszahl K = 2 (subozeanisch), Salztoleranz: tolerant.

## Taxonomie
Myosurus minimus wurde 1753 von Carl von Linné in Species Plantarum erstveröffentlicht.

## Bilder

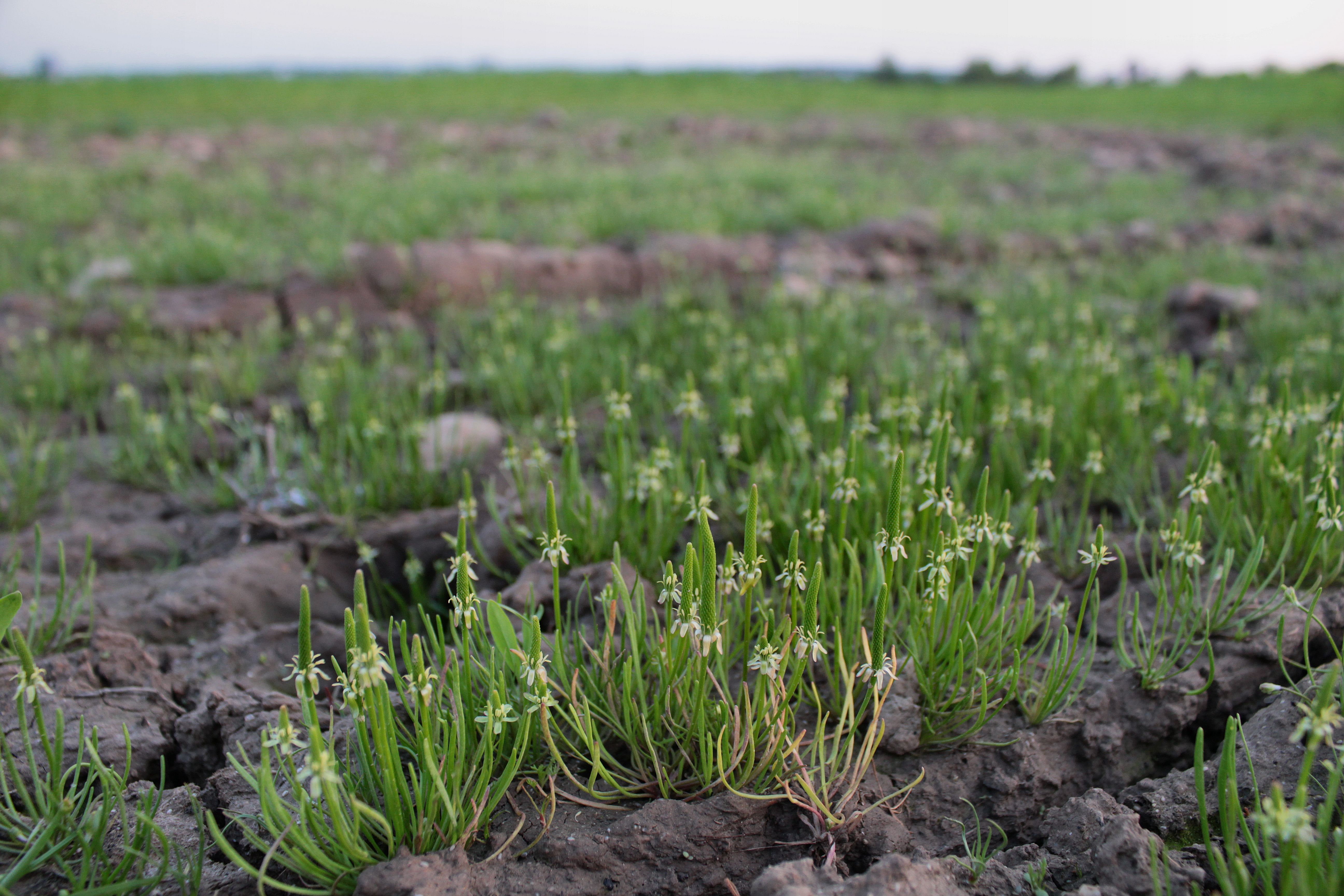
Massenbestand von Myosurus minimus auf einem Acker bei Bonn